# Stanisław Matuszczak
Stanisław Matuszczak, ps. Młot, Henri, Harry (ur. 22 września 1897 w Fabianowie, pow. jarocińskim, zm. 28 października 1955 we Wrocławiu) – działacz komunistyczny, uczestnik wojny domowej w Hiszpanii, członek francuskiego ruchu oporu.

## Życiorys
Syn Jana, górnika, i Urszuli z d. Łącznej. Od 1913 pracował w kopalni węgla w Eickel (Westfalia). W 1915, zagrożony służbą w niemieckim wojsku, uciekł do Holandii, gdzie pracował krótko w kopalni „Laura” w Eigelshofen. Stamtąd przedostał się do Francji i zgłosił się ochotniczo do francuskiego wojska. Po utworzeniu Armii Polskiej gen. Józefa Hallera został do niej przydzielony i wraz z nią powrócił do Polski. W stopniu starszego sierżanta był instruktorem łączności w oficerskiej szkole łączności w Zgierzu. Po zdemobilizowaniu w 1921 wyjechał do Francji, do pracy w kopalni. Mieszkał w Libercourt w departamencie Pas-de-Calais. Działacz lewicowych związków zawodowych we Francji (CGTU) oraz Międzynarodówki Związków Zawodowych (Profinternu). Członek sekretariatu Komitetu Okręgowego Francuskiej Partii Komunistycznej (FPK) Departamentu Nord, odpowiedzialny za obcojęzyczne grupy FPK. 1927–1928 kierownik sekretariatu centralnego Polskich Grup FPK.
1928–1931 studiował w Międzynarodowej Szkole Leninowskiej w Moskwie, następnie pracownik Biura Wykonawczego Czerwonej Międzynarodówki Związków Zawodowych. Brał udział jako ochotnik w wojnie domowej w Hiszpanii. Był w grupie 36-ciu pierwszych ochotników, którzy 8 września 1936 utworzyli kompanię ciężkich karabinów maszynowych. Po sformowaniu batalionu im. Jarosława Dąbrowskiego został jego komisarzem politycznym, a następnie został komisarzem Brygady im. J. Dąbrowskiego. Po rozwiązaniu KPP odwołany z funkcji komisarza wysłany na wypoczynek do szpitala w Benicasim, a potem do Francji (do brygady już nie wrócił).
W latach II wojny światowej uczestniczył w belgijskim, komunistycznym ruchu oporu. Po wojnie członek PPR oraz PZPR w Egzekutywie Komitetu Wojewódzkiego (KW) PZPR we Wrocławiu. Przewodniczący Okręgowej Rady Związków Zawodowych.
Awansowany do stopnia pułkownika.
Zmarł we Wrocławiu. Został pochowany 31 października 1955 na Cmentarzu Osobowickim (pole 42-2 od Alei Głównej-37).

## Ordery i odznaczenia
- Krzyż Komandorski Orderu Odrodzenia Polski (pośmiertnie, 29 października 1955)[6]
- Krzyż Złoty Orderu Virtuti Militari (16 lipca 1946)[4]